# Death Before Dishonour
 (mars 2023).
Si vous disposez d'ouvrages ou d'articles de référence ou si vous connaissez des sites web de qualité traitant du thème abordé ici, merci de compléter l'article en donnant les références utiles à sa vérifiabilité et en les liant à la section « Notes et références ».
Albums de The Exploited
Horror Epics The Massacre (The Exploited)
Death Before Dishonour, sorti en 1987, est le cinquième album studio du groupe de punk rock britannique The Exploited. C'est le premier disque du groupe à adopter un son et une résonance délibérément metal, grâce à la production effectuée par un producteur metal réputé, Dave Pine. L'album a été réédité en 2000 par le label Dream Catcher, avec des bonus.

## Composition du groupe
- Wattie Buchan : chant
- Nigs : guitare
- Tony : basse
- Willie Buchan : batterie

## Liste des titres
1. Anti UK - 3:03
2. Power Struggle - 3:34
3. Scaling The Derry Wall - 3:59
4. Barry Prosit - 3:50
5. Don't Really Care - 3:12
6. No Forgiveness - 3:36
7. Death Before Dishonour - 3:05
8. Adding To Their Fear - 2:40
9. Police Informer - 2:42
10. Drive Me Insane - 3:44
11. Pulling Us Down (à l'intérieur du livret, la chanson est orthographiée Pulling You Down) - 4:16
12. Sexual Favours 3:40
13. Drug Squad Man (bonus extrait de l'EP Jesus Is Dead) - 3:15
14. Privicy Invasion (bonus extrait de l'EP Jesus Is Dead) - 2:29
15. Jesus Is Dead (bonus extrait de l'EP Jesus Is Dead) - 4:09
16. Politicians (bonus estrait de l'EP Jesus Is Dead) - 3:47
17. War Now  (bonus extrait de l'EP War Now) - 3:50
18. United Chaos And Anarchy (bonus extrait de l'EP War Now) - 4:10
19. Sexual Favours (bonus dub version extrait de l'EP War Now) - 3:40